# Kljunasti kitovi
Kljunasti kitovi (lat. Ziphiidae) su jedna od porodica kitova zubana. Iako ova porodica ima čak devetnaest vrsta, pa je prema tome vrstama najbrojnija porodica nakon oceanskih dupina u redu kitova, o njoj je vrlo malo toga poznato. Tako je zato što vrlo rijetko dolaze u blizinu obale. Mnoge vrste su opisane tek u najnovije vrijeme.

## Anatomija
Ove životinje su dobile ime po svojoj izduženoj "njušci" koja ju razlikuje od ostalih kitova. Kod nekih vrsta, kao kod oceanskih dupina, glava prelazi ravno u njušku dok se kod drugih njuška markantno nadovezuje na glavu, na način koji liči na kljun kod ptica. Veličina ovih vrsta kreće se od 4 do 13 metara.
Ovi kitovi obično imaju u donjoj čeljusti dva ili četiri zuba, dok ih u gornjoj čeljusti uopće nemaju. Samo Shepherdov kit ima u gornjoj čeljusti sitne, efikasne zube. Suprotno tome, kod nekih vrsta samo mužjaci imaju par zubi koji podsjećaju na kljove. Koriste ih u međusobnim borbama, što potvrđuju ožiljci na njihovim tijelima. Kod roda Mesoplodon te "kljove" mogu poprimiti vrlo bizarni oblik, kao kod Mesoplodon layardii čiji su zubi preko "kljuna" savijeni prema unutra i ograničavaju mu usni otvor. 

## Način života
Kljunasti kitovi žive na otvorenom moru i nastanjuju sve oceane. Hrane se pretežno glavonošcima (teutofagija), koje love na otvorenom moru na način da jezikom stvaraju podtlak i tako naprosto usisaju glavonošce. U lovu rone vrlo duboko (dokazano 1.000m) i dugo, do 80 minuta. 
O ponašanju velikog broja vrsta je jako malo poznato, jer ih se na moru rijetko sreće. Značajan izvor informacija su najčešće naplavljena mrtva tijela ovih kitova. Najbolje su istražene samo one vrste koje se još uvijek love.

## Utjecaj čovjeka
Osim rodova koji se love, utjecaj čovjeka na populaciju kitova zubana je beznačajan. Međutim, rastuću opasnost predstavljaju otrovne kemikalije koje sve više zagađuju svjetska mora, kao i sve veće količine plastičnog otpada koji završava u morima.

## Evolucija
Čini se, da kljunasti kitovi nemaju bližih srodnika među kitovima zubanima. Dokazani su fosili ove porodice od miocena, što ih čini vrlo starom porodicom kitova zubana.

## Klasifikacija
- Rod Mesoplodon
  - Mesoplodon peruvianus, Mali kljunasti kit
  - Mesoplodon hectori, Hectorov kljunasti kit
  - Mesoplodon mirus, Trueov kljunasti kit
  - Mesoplodon europaeus, Gervaisov kljunasti kit
  - Mesoplodon ginkgodens, Zubati kljunasti kit
  - Mesoplodon grayi, Grayov kljunasti kit
  - Mesoplodon carlhubbsi, Hubbov kljunasti kit
  - Mesoplodon bowdoini, Andrewov kljunasti kit
  - Mesoplodon stejnegeri, Stejnegerov kljunasti kit
  - Mesoplodon bidens, Sowerbyev kljunasti kit
  - Mesoplodon bahamondi, Bahamondeov kljunasti kit
  - Mesoplodon pacificus, Longmanov kljunasti kit
  - Mesoplodon layardii, Krivozubi kit
  - Mesoplodon densirostris, Blainvilleov kljunasti kit
- Rod Hyperoodon
  - Hyperoodon ampullatus, Sjeverni čelasti kit
  - Hyperoodon planifrons, Južni čelasti kit
- Rod Ziphius
  - Ziphius cavirostris, Cuvierov kljunasti kit
- Rod Berardius
  - Berardius arnuxii, Arnouxov kljunasti kit
  - Berardius bairdii, Divovski čelasti kit
- Rod Tasmacetus
  - Tasmacetus shepherdi, Shepherdov kljunasti kit

Još uvijek se nalaze dokazi o postojanju novih vrsta i opisuje ih se. Longmanov kljunasti kit, često navođen pod višeznačnim lat. nazivom Pacifički kljunasti kit, bio je poznat samo na temelju dvije naplavljene lubanje, jedna u Australiji a druga u Istočnoj Africi. Na japansku obalu je 2002. naplavljen jedan kit, za kojeg se vjerovalo da je riječ o toj dugo vremena tajanstvenoj vrsti. Iako to neki stručnjaci još uvijek osporavaju, većina zoologa vjeruje da se radi o prvom ikada nađenom kompletnom primjerku upravo vrste Longmanovog kljunastog kita.  